# Gustau Vila i Berguedà
Gustau Vila i Berguedà (Sabadell, 18 de setembre de 1893 - Carabanchel, 16 de gener de 1955) va ser un dibuixant, caricaturista i empresari sabadellenc conegut amb el pseudònim de Grapa. Va col·laborar en revistes com ara l'anarquista Solidaridad Obrera, La Rambla, Virolet o L'Opinió, amb dibuixos contra el feixisme, l'Església i la burgesia. I i també en publicacions sabadellenques, com L'Almanac de les Arts, Garba, L'Estevet, L'Esforç o el Vertical.

## Biografia
Gustau Vila va néixer al carrer de Riego de Sabadell, fiII de Josep Vila i Tiga i d'Antònia Bergadà i Marimon. Després d'estudiar als Escolapis de Sabadell, va començar a treballar com a aprenent de manyà i després com a mecànic carder a l'empresa de l'industrial sabadellenc de cardes Francesc Mullió i Noguera, al carrer de Manso, feina que va saber combinar amb una gran afició al dibuix en la qual va adquirir una sòlida formació de manera autodidacta. Durant aquesta època va estar vinculat a l'Acadèmia de Belles Arts de Sabadell. Participà en la creació del Sindicat d'Artistes, Dibuixants, Pintors i Escultors Professionals de la Federació Obrera de Sindicats (FLS) i participà en la Comissió de Propaganda de la FLS-UGT creada el 1936. Els seus dibuixos, marcadament satírics i anticlericals, el portaran a l'exili. La seva llarga i penosa estada al camp d'Argelers està documentada gràcies als dibuixos que acompanyaven quatre cartes que des del camp de concentració va enviar al seu amic Feliu Elias –conegut amb els pesudònims Apa i Joan Sacs– i una cinquena carta que va adreçar a Teodor Garriga. Aquestes cartes i dibuixos es conserven a l'Arxiu Històric de Sabadell. Després d'uns quants anys d'exili forçat, va tornar a Sabadell i va tenir la mala sort de ser denunciat. Arran de la denúncia, va passar una setmana a la presó i en va sortir gràcies a l'aval de l'alcalde Josep Maria Marcet. És per aquesta raó que l'any 1946 va abandonar Sabadell i va marxar cap a Madrid. Amb altres famílies de Sabadell, va crear una fàbrica tèxtil a Carabanchel. Va viure a Madrid envoltat de la família i amics fins que va morir, nou anys més tard, a l'edat de 60 anys.
El Museu d'Art de Sabadell conserva dibuixos de Gustau Vila.

## Exposicions[11]
- 1921. Exposició col·lectiva, Acadèmia de Belles Arts de Sabadell.[12]
- 1923. Exposició col·lectiva, Acadèmia de Belles Arts de Sabadell.[13]
- 1925. Exposició col·lectiva. Acadèmia de Belles Arts de Sabadell. Hi presenta dos aiguaforts.[14]
- 1924. III Salón de humoristas, Hotel Ritz, organitzada per l'Associació de la Premsa Diària de Barcelona.
- 1931. III Exhibició anual de Gravat artístic de l'Institut Català de les Arts del Llibre, Sala Busquets (Barcelona).
- 1933. 1r Saló dels Humoristes, organitzada per l'Associació d'Humoristes de Barcelona.
- 1937. Exposició d'Art pro-Ajut Permanent a Madrid, Ateneu Socialista de Catalunya (Quatre Gats), Barcelona.